# Regis Felisberto Masarim
Regis Felisberto Masarim (sinh ngày 6 tháng 3 năm 1973) là một cầu thủ bóng đá người Brasil.

## Sự nghiệp câu lạc bộ
Regis Felisberto Masarim đã từng chơi cho Kashima Antlers.

## Thống kê câu lạc bộ

### J.League
| Đội             | Năm       | J.League | J.League | J.League Cup | J.League Cup | Tổng cộng | Tổng cộng |
| Đội             | Năm       | Trận     | Bàn      | Trận         | Bàn          | Trận      | Bàn       |
| --------------- | --------- | -------- | -------- | ------------ | ------------ | --------- | --------- |
| Kashima Antlers | 1992      | -        | -        | 0            | 0            | 0         | 0         |
| Kashima Antlers | 1993      | 8        | 0        | 0            | 0            | 8         | 0         |
| Tổng cộng       | Tổng cộng | 8        | 0        | 0            | 0            | 8         | 0         |